# Lincoln Aviator
La Lincoln Aviator est un SUV du constructeur automobile américain Lincoln produit en deux générations. Il s'agit du cousin du Ford Explorer.

## Première génération

### Caractéristiques techniques
La Lincoln Aviator I repose sur la plateforme technique Ford U servant notamment à son cousin Ford Explorer de troisième génération.

#### Finitions
- Luxury
- Premium
- Ultimate

Série spéciale
- Lincoln Aviator Kitty Hawk Special Edition (2003)
  - célèbre les 100 ans du premier vol motorisé, réalisé par les Frères Wright le 17 décembre 1903, proche de Kitty Hawk, en Caroline du Nord[2].

## Deuxième génération

### Caractéristiques techniques
La Lincoln Aviator repose sur la plateforme technique CD6 servant notamment à son cousin Ford Explorer de sixième génération.

#### Motorisations
L'Aviator est disponible en essence (Ultra) et en hybride (Grand Touring), équipée du même moteur V6 3 litres. Il délivre 400 ch en essence, et 494 ch en hybride (PHEV) grâce à l'adjonction d'un moteur électrique de 75 kW (101 ch) associé à une batterie Lithium-ion d'une capacité de 13,6 kWh, lui autorisant une autonomie électrique de 34 km.

#### Finitions
- Ultra 200A
- Ultra 201A
- Grand Touring 300A
- Grand Touring 301A

### Concept car

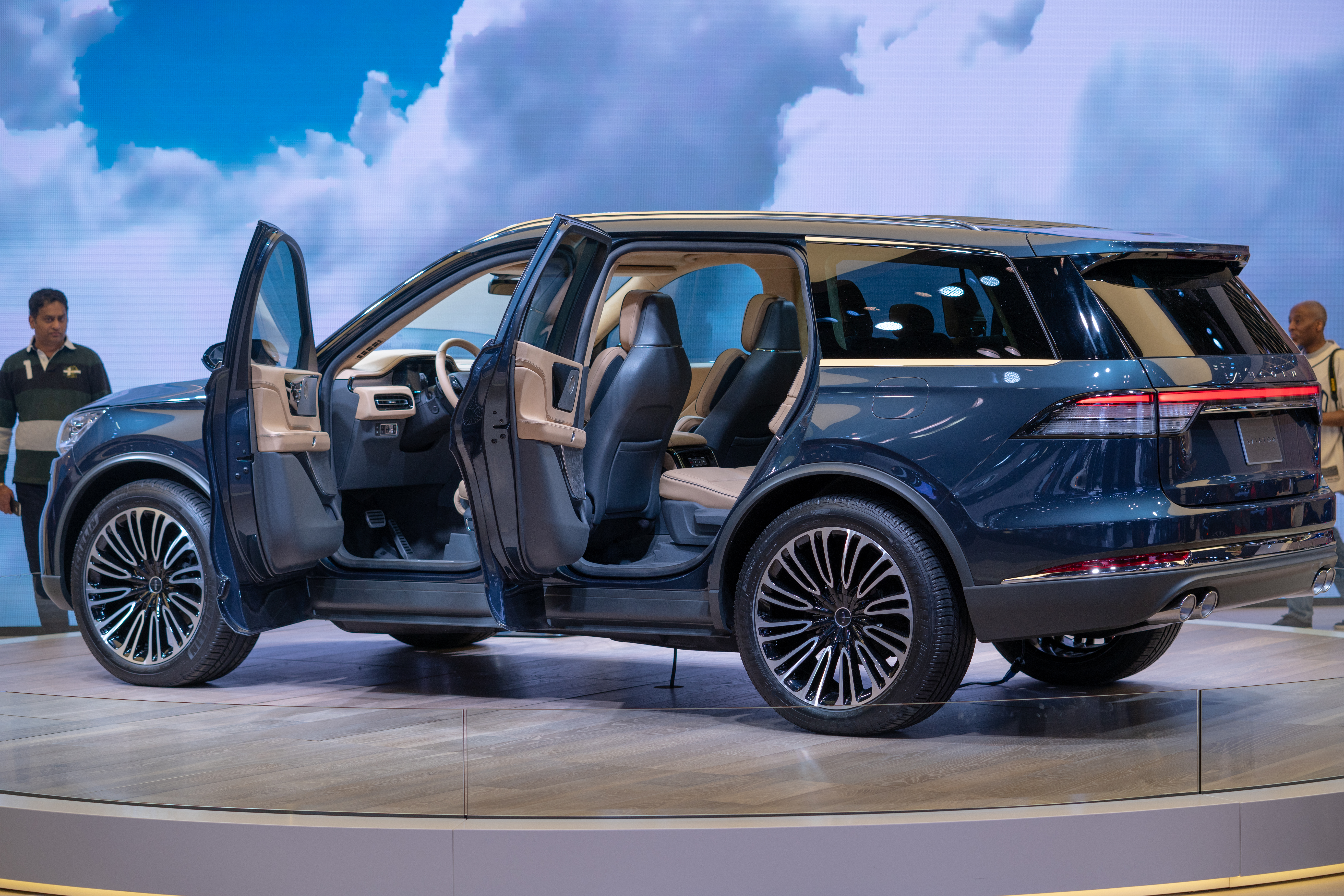
Lincoln Aviator Concept (2018)

La Lincoln Aviator est préfigurée par le concept car Lincoln Aviator Concept présenté au salon de New York 2018.

## Liens
- Site officiel